# James Borland
James Andrew Borland (Stalybridge, 25 maart 1910 - Montreal, 31 januari 1970) was een Britse ijshockeyspeler. 
Borland werd geselecteerd voor de Britse ploeg voor de Olympische Winterspelen 1936. Met zijn ploeggenoten won Borland de gouden medaille.